# Sporobolus monandrus
Sporobolus monandrus är en gräsart som beskrevs av Roseng., B.R.Arrill. och Primavera Izaguirre de Artucio. Sporobolus monandrus ingår i släktet droppgräs, och familjen gräs. Inga underarter finns listade i Catalogue of Life.